# 올림픽 니카라과 선수단
올림픽 니카라과 선수단은 니카라과 대표로 올림픽에 참가하는 선수단이다. 니카라과는 1968년 올림픽에 처음 참가했으며 그 이후로 체육 및 재정적 문제로 인해 참가하지 못한 1988년 대회를 제외하고는 매 하계 올림픽에 선수단을 파견해 왔다. 니카라과는 동계 올림픽에 참가한 적이 없다.
야구팀이 1996년 하계 올림픽에서 4위를 차지했지만 현재까지 니카라과 출신의 어떤 선수도 올림픽 메달을 획득하지 못했다.
니카라과 국가 올림픽 위원회는 1959년에 창설되었으며 같은 해 국제 올림픽 위원회의 승인을 받았다.

## 같이 보기
- 분류:니카라과의 올림픽 참가 선수